# Chabuata fulva
Chabuata fulva là một loài bướm đêm trong họ Noctuidae.